# Antonio Scalvini
Antonio Scalvini (Milano, 1835 – Torino, 1881) è stato un librettista, drammaturgo e regista teatrale italiano della scena milanese, attivo anche come autore e adattatore di scritture altrui, e, in seguito, quale capocomico. È meno conosciuto invece per le sue opere narrative.

## Biografia
Attese inizialmente a studi in legge, prima di orientarsi alla scrittura narrativa e al teatro, dedicandosi dapprima nell'adattamento e nella riduzione di commedie altrui e, quindi, producendosi in proprie scritture.
Fu «tra i primi, in età romantica, a dar vita e diffusione alla commedia musicale con timbri satirici, in linea con il genere di spettacolo che andava affermandosi in Francia con Jacques Offenbach».
Fu anche scrittore, con minor successo, di opere di narrativa mentre un grande favore incontrarono i suoi adattamenti dalle fiabe di Carlo Gozzi.

## Opere, adattamenti e traduzioni
- Una febbre ardente, adattamento da una commedia in tre atti di Mélesville, Milano, Borroni e Scotti, 1853
- Uno schiaffo in teatro, commedia in tre atti, Milano, Borroni e Scotti, 1855
- Le donne del mondo, adattamento da una commedia in cinque atti Eugène Cormon, Milano, P.M. Visay, 1855
- Mauprat, traduzione del dramma in cinque atti e sei quadri di George Sand, Milano, Borroni e Scotti, 1855
- La sentinella di mezzanotte, commedia in due atti, Milano, F. Sanvito, 1857
- L'indifferente, commedia in cinque atti, Milano, Borroni e Scotti, 1857
- Fausto, ovvero un uomo senz'ombra, commedia in un atto, Milano, Sanvito, 1857
- I sogni di Ettore, dramma, Milano, Sanvito, 1857
- I misteri di Milano, dramma in quattro atti, Milano, N. Battezzati, 1858
- La cocotte, canzone, traduzione da Jacques Offenbach, Milano, F. Lucca ed., 1867
- La lanterna, rivista, P. De Giorgi, 1868
  - Casa Ricordi, Milano, 1890
- La principessa invisibile, fiaba umoristica, musica di M. Iremonger (pseudonimo di Giulio Ricordi), Milano, Casa Ricordi, 1865 e F.lli Civelli, 1870
- Il figlio del mare, operetta, Napoli, De Angelis, 1870
- Il Guarany, opera-balletto in 4 atti, con musiche di Antônio Carlos Gomes, Milano, F. Lucca, 1870, 1871, 1890
  - Casa Ricordi, 1955
- Le Amazzoni, follia comico-musicale, musica di Franz von Suppé, Milano, F.lli Civelli, 1871
- Kakatoa, fiaba umoristica, musiche di Federico Ricci e Jacques Offenbach, F.lli Civelli, 1871
- Adattamenti in musica di fiabe di Carlo Gozzi
  - L'amore delle tre melarance
  - Augellin belverde
- I cospiratori o Le prigioni del castel San Giorgio di Mantova (1853-1859), dramma in cinque atti, Milano, Libr. P. Cesati, 1914 (pubblicato postumo)

Teatro di rivista milanese
- Se sa minga!, con musiche di Antônio Carlos Gomes, Milano, Casa Ricordi, 1866
- Il diavolo zoppo 1867, musica di Costantino dell'Argine

Narrativa
- La mia pipa. Memorie di uno studente, (2 voll.) Milano, Luigi Cioffi editore, 1858
  - Roma, Perino editore, 1885
- I cavalieri del Macao
- (con Luigi Gualtieri) La presa di Palermo: romanzo storico contemporaneo sull'eroica spedizione di Garibaldi in Sicilia, 1861, Milano, Luigi Cioffi editore, (2 volumi)
  - riedizione, a cura di Flora Di Legami, La presa di Palermo: romanzo storico contemporaneo sull'eroica spedizione di Garibaldi in Sicilia, Manni Editori, 2006 ISBN 978-88-8176-756-4
  - Testo integrale online dal sito web della Biblioteca nazionale braidense:
    -  Volume I, su braidense.it.
    -  Volume II, su braidense.it.